# HTC Flyer
Le HTC Flyer (aussi connu sous le nom de Evo View 4G) est une tablette électronique conçue et développée par HTC. Elle a été annoncée lors du Mobile World Congress pour le second trimestre 2011.

## Android
Contrairement à la plupart des tablettes Android, la HTC Flyer ne disposa pas, lors de sa sortie, de la version spécialement conçue pour elles, Android Honeycomb. Mais la surcouche graphique Samsung Touchwiz 4.0 couplée à Android Gingerbread inverse la tendance et permet d'avoir une expérience utilisateur comparable.